# Rouvrois-sur-Meuse
Rouvrois-sur-Meuse est une commune française située dans le département de la Meuse, en région Grand Est.

## Géographie
La commune fait partie du parc naturel régional de Lorraine.
| Bannoncourt | Bannoncourt        | Lamorville   |
| Bannoncourt | Rouvrois-sur-Meuse | Lamorville   |
| Maizey      | Maizey             | Chauvoncourt |

### Hydrographie
La commune est dans le bassin versant de la Meuse au sein du bassin Rhin-Meuse. Elle est drainée par le canal de l'Est Branche-Nord, la Meuse, le ruisseau la Petite Meuse et le ruisseau de la Prele,.
Le canal de l'Est Branche-Nord, d'une longueur de 141 km, est un chenal et un cours d'eau naturel navigable qui relie Givet à Troussey, où il rejoint le canal de la Marne au Rhin. 
La Meuse, d'une longueur de 486 km dans sa partie française, est un fleuve européen qui prend sa source en France, dans la commune du Châtelet-sur-Meuse, à 409 mètres d'altitude, et se jette dans la mer du Nord après un cours long d'approximativement 950 kilomètres traversant la France, la Belgique et les Pays-Bas. 

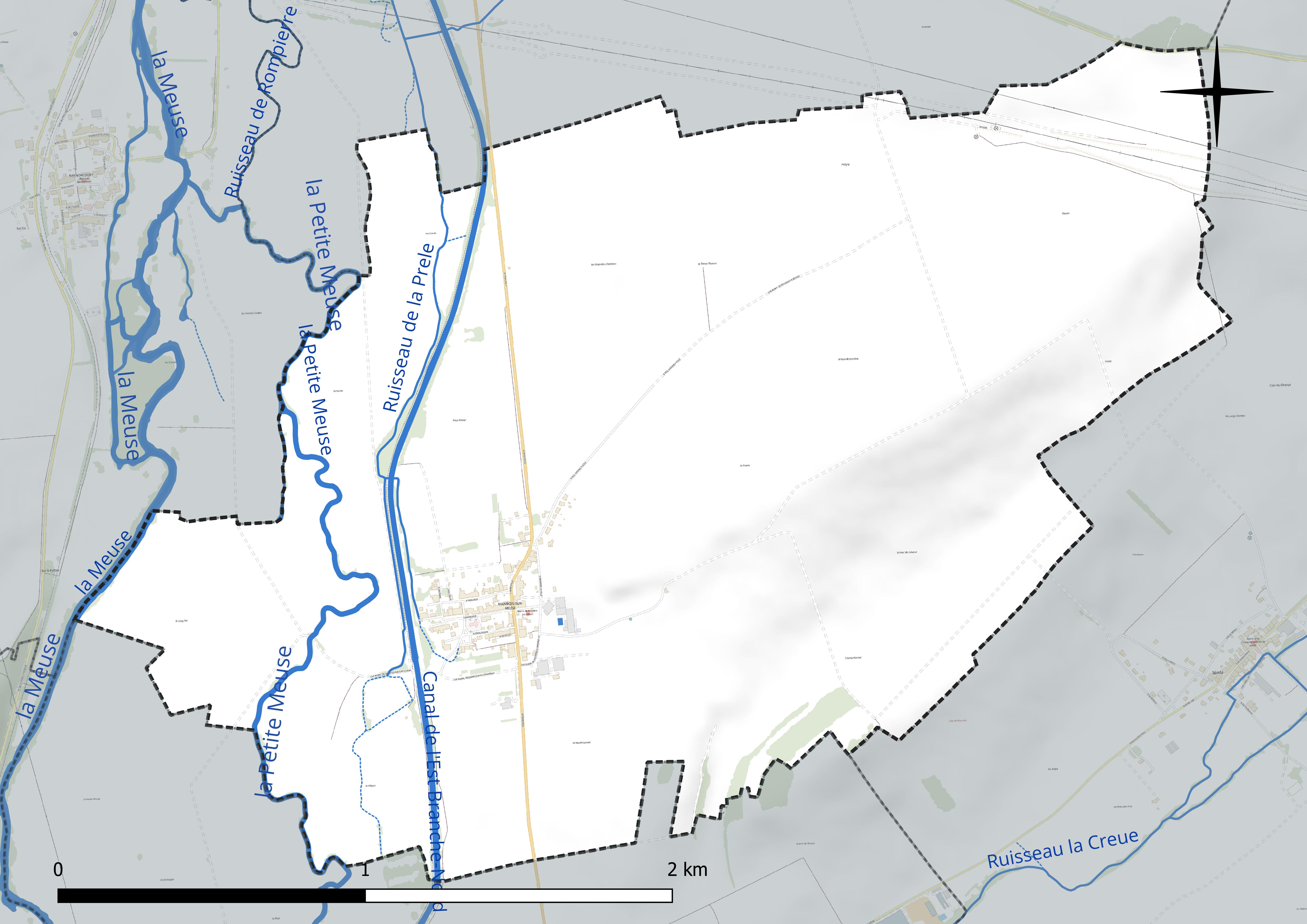
Réseau hydrographique de Rouvrois-sur-Meuse.

### Climat
Pour des articles plus généraux, voir Climat du Grand Est et Climat de la Meuse.
En 2010, le climat de la commune est de type climat de montagne, selon une étude du Centre national de la recherche scientifique s'appuyant sur une série de données couvrant la période 1971-2000. En 2020, Météo-France publie une typologie des climats de la France métropolitaine dans laquelle la commune est exposée à un climat océanique altéré et est dans la région climatique  Lorraine, plateau de Langres, Morvan, caractérisée par un hiver rude (1,5 °C), des vents modérés et des brouillards fréquents en automne et hiver. 
Pour la période 1971-2000, la température annuelle moyenne est de 9,5 °C, avec une amplitude thermique annuelle de 16,1 °C. Le cumul annuel moyen de précipitations est de 965 mm, avec 13,7 jours de précipitations en janvier et 9,4 jours en juillet. Pour la période 1991-2020, la température moyenne annuelle observée sur la station météorologique de Météo-France la plus proche, « Bonzée_sapc », sur la commune de Bonzée à 18 km à vol d'oiseau, est de 10,6 °C et le cumul annuel moyen de précipitations est de 783,7 mm. 
La température maximale relevée sur cette station est de 40,6 °C, atteinte le 24 juillet 2019 ; la température minimale est de −17,3 °C, atteinte le 7 février 2012,,. 
Les paramètres climatiques de la commune ont été estimés pour le milieu du siècle (2041-2070) selon différents scénarios d'émission de gaz à effet de serre à partir des nouvelles projections climatiques de référence DRIAS-2020. Ils sont consultables sur un site dédié publié par Météo-France en novembre 2022.

## Urbanisme

### Typologie
Au 1er janvier 2024, Rouvrois-sur-Meuse est catégorisée commune rurale à habitat dispersé, selon la nouvelle grille communale de densité à sept niveaux définie par l'Insee en 2022.
Elle est située hors unité urbaine. Par ailleurs la commune fait partie de l'aire d'attraction de Saint-Mihiel, dont elle est une commune de la couronne,. Cette aire, qui regroupe 17 communes, est catégorisée dans les aires de moins de 50 000 habitants,.

### Occupation des sols
L'occupation des sols de la commune, telle qu'elle ressort de la base de données européenne d’occupation biophysique des sols Corine Land Cover (CLC), est marquée par l'importance des territoires agricoles (95,2 % en 2018), une proportion sensiblement équivalente à celle de 1990 (95,8 %). La répartition détaillée en 2018 est la suivante : 
terres arables (71,9 %), prairies (23,2 %), zones urbanisées (4,8 %). L'évolution de l’occupation des sols de la commune et de ses infrastructures peut être observée sur les différentes représentations cartographiques du territoire : la carte de Cassini (XVIIIe siècle), la carte d'état-major (1820-1866) et les cartes ou photos aériennes de l'IGN pour la période actuelle (1950 à aujourd'hui).

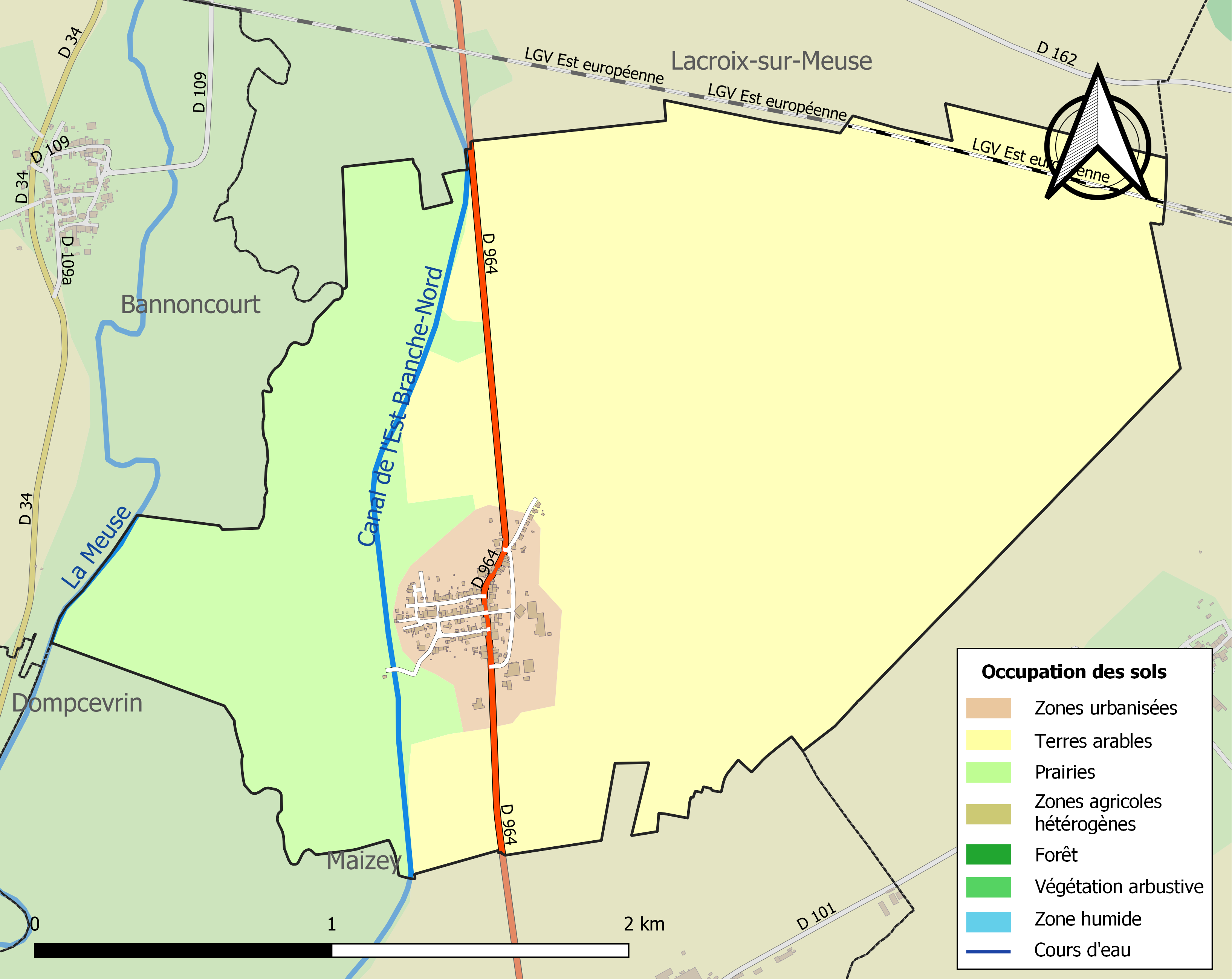
Carte des infrastructures et de l'occupation des sols de la commune en 2018 (CLC).

## Toponymie
Le nom de la localité est attesté sous les formes Rouretum (XIIe siècle) ; Rowrai (1312) ; Rouvroy (1329) ; Rouvroi (1344) ; Rouvre (1549) ; Rovreium (1738) ; Rouvray, Roboretum (1756) ; Rouvroy-sur-Meuze (1786).

De l'oïl rouvroi « lieu où croissent des rouvres, genre de chêne », variante plutôt orientale et picarde de rouvrai, plus répandu à l'ouest.
La Meuse, en néerlandais et en allemand, Maas ; en wallon, Moûse ; en latin Mosa) est un fleuve européen qui prend sa source en France et se jette dans la mer du Nord, traversant la France, la Belgique et les Pays-Bas.

## Histoire
Le village est mentionné dès le XIIe siècle sous le nom de Rouretum, du latin robur, chêne rouvre. Il fut fortifié et ses portes étaient encore présentes au XVIIIe siècle. Le 18 juin 1632, un régiment de cavalerie lorraine commandé par le marquis de Lenoncourt, fut attaqué à l'improviste par les troupes royales : plus de 500 hommes furent tués.
La guerre de 1914-1918 n'a guère plus épargné le village puisqu'il fut presque complètement détruit par l'artillerie allemande. Un village provisoire a été bâti pour héberger les familles revenues après « l'émigration ».
L'église romane, déjà modifiée en 1848 a été également reconstruite en 1926 dans un style néo-gothique.
Le sobriquet de « Jacques » est appliqué aux habitants de Rouvrois sans que l'on en connaisse l'origine. Mais il est certain qu'ils le portent depuis longtemps, car on voit en 1523 Jean Daulnois insulter la justice locale en disant à ses membres assemblés, qu'ils avaient beau faire, qu'ils n'étaient que « Jacques », ce qui lui valut 60 sous d'amende.

## Politique et administration
| Période                                  | Période   | Identité        | Étiquette | Qualité     |
| ---------------------------------------- | --------- | --------------- | --------- | ----------- |
| Les données manquantes sont à compléter. |           |                 |           |             |
| mars 1996                                | mars 2002 | Raymond Mangin  |           |             |
| mars 2002                                | mars 2011 | Jean-Luc Héro   |           | (démission) |
| mars 2011                                | mai 2020  | Françoise Konne |           |             |
| mai 2020                                 | En cours  | Isabelle Lefort |           |             |

## Population et société

### Démographie
L'évolution du nombre d'habitants est connue à travers les recensements de la population effectués dans la commune depuis 1793. Pour les communes de moins de 10 000 habitants, une enquête de recensement portant sur toute la population est réalisée tous les cinq ans, les populations de référence des années intermédiaires étant quant à elles estimées par interpolation ou extrapolation. Pour la commune, le premier recensement exhaustif entrant dans le cadre du nouveau dispositif a été réalisé en 2006.

En 2022, la commune comptait 195 habitants, en évolution de −3,94 % par rapport à 2016 (Meuse : −4,4 %, France hors Mayotte : +2,11 %).
| 1793 | 1800 | 1806 | 1821 | 1831 | 1836 | 1841 | 1846 | 1851 |
| ---- | ---- | ---- | ---- | ---- | ---- | ---- | ---- | ---- |
| 614  | 659  | 651  | 631  | 709  | 703  | 705  | 702  | 671  |

| 1856 | 1861 | 1866 | 1872 | 1876 | 1881 | 1886 | 1891 | 1896 |
| ---- | ---- | ---- | ---- | ---- | ---- | ---- | ---- | ---- |
| 645  | 648  | 591  | 582  | 541  | 514  | 479  | 452  | 427  |

| 1901 | 1906 | 1911 | 1921 | 1926 | 1931 | 1936 | 1946 | 1954 |
| ---- | ---- | ---- | ---- | ---- | ---- | ---- | ---- | ---- |
| 376  | 382  | 349  | 236  | 243  | 223  | 244  | 215  | 221  |

| 1962 | 1968 | 1975 | 1982 | 1990 | 1999 | 2006 | 2011 | 2016 |
| ---- | ---- | ---- | ---- | ---- | ---- | ---- | ---- | ---- |
| 194  | 203  | 195  | 161  | 154  | 179  | 191  | 181  | 203  |

| 2021 | 2022 | - | - | - | - | - | - | - |
| ---- | ---- | - | - | - | - | - | - | - |
| 202  | 195  | - | - | - | - | - | - | - |

## Culture locale et patrimoine

### Lieux et monuments
- Église Saint-Laurent, détruite durant la Première Guerre mondiale elle est reconstruite dans un style néogothique en 1926.

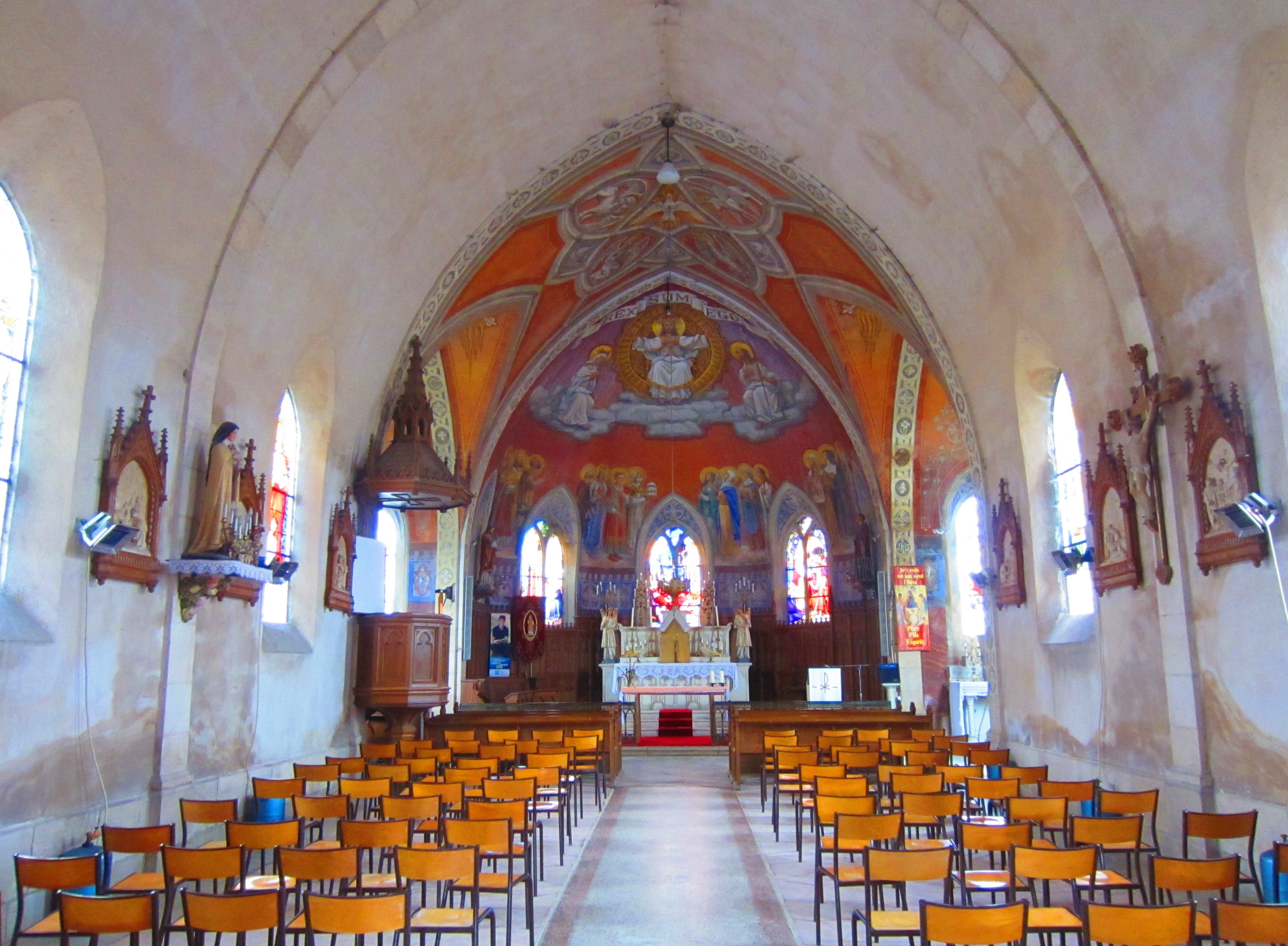
Vue de la nef et de l'abside.
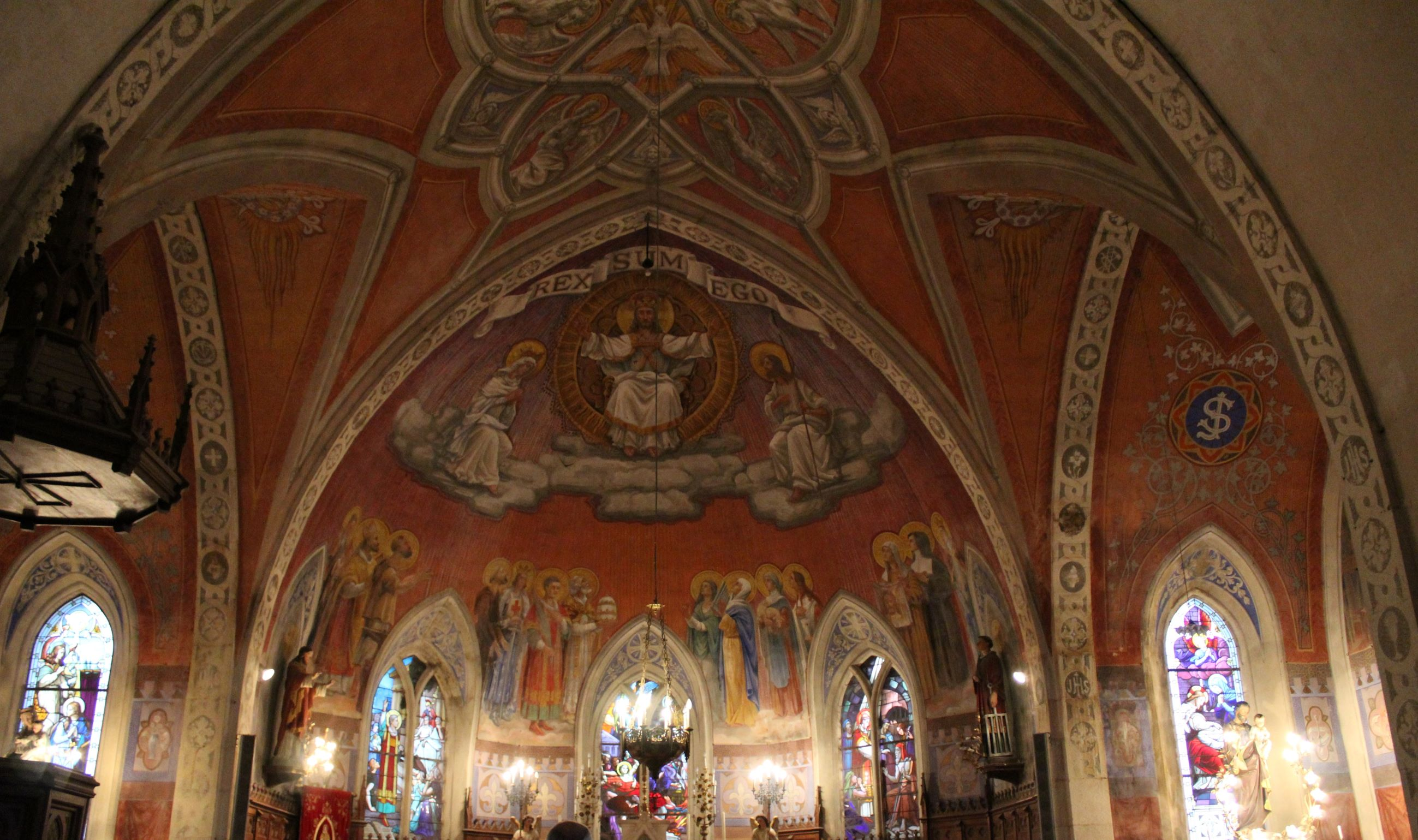
Décors peints du chœur vouté et de la croisée du transept réalisés par Duilio Donzelli

### Héraldique, logotype et devise
|  | Les armoiries de Rouvrois-sur-Meuse se blasonnent ainsi : Parti : au 1er d'or au chêne de sinople fûté de sable et englanté du champ, au 2e d'azur à la croix de Lorraine d'argent surmontée de deux fleurs de lis d'or ; à l'orle crénelé de gueules brochant sur les deux champs. Création Robert André Louis. Adopté le 12 mai 2015. |